# Жюльен, Бернар-Ромен
Бернар-Ромен Жюльен или Бернар Ромен Жюльен (фр. Bernard-Romain Julien; 16 ноября 1802 — 3 декабря 1871) — французский художник, гравёр, печатник и литограф. Его графические работы являются примером идеальной штриховки.

## Биография и творчество
Бернар-Ромен Жюльен родился 16 ноября 1802 года в городе-коммуне Байонне.
Учился рисовать в своём родном городе между 1815 и 1818 годами, прежде чем переехать в Париж, где он изучал живопись с 1822 года под руководством Антуана-Жана Гро в Школе изящных искусств.

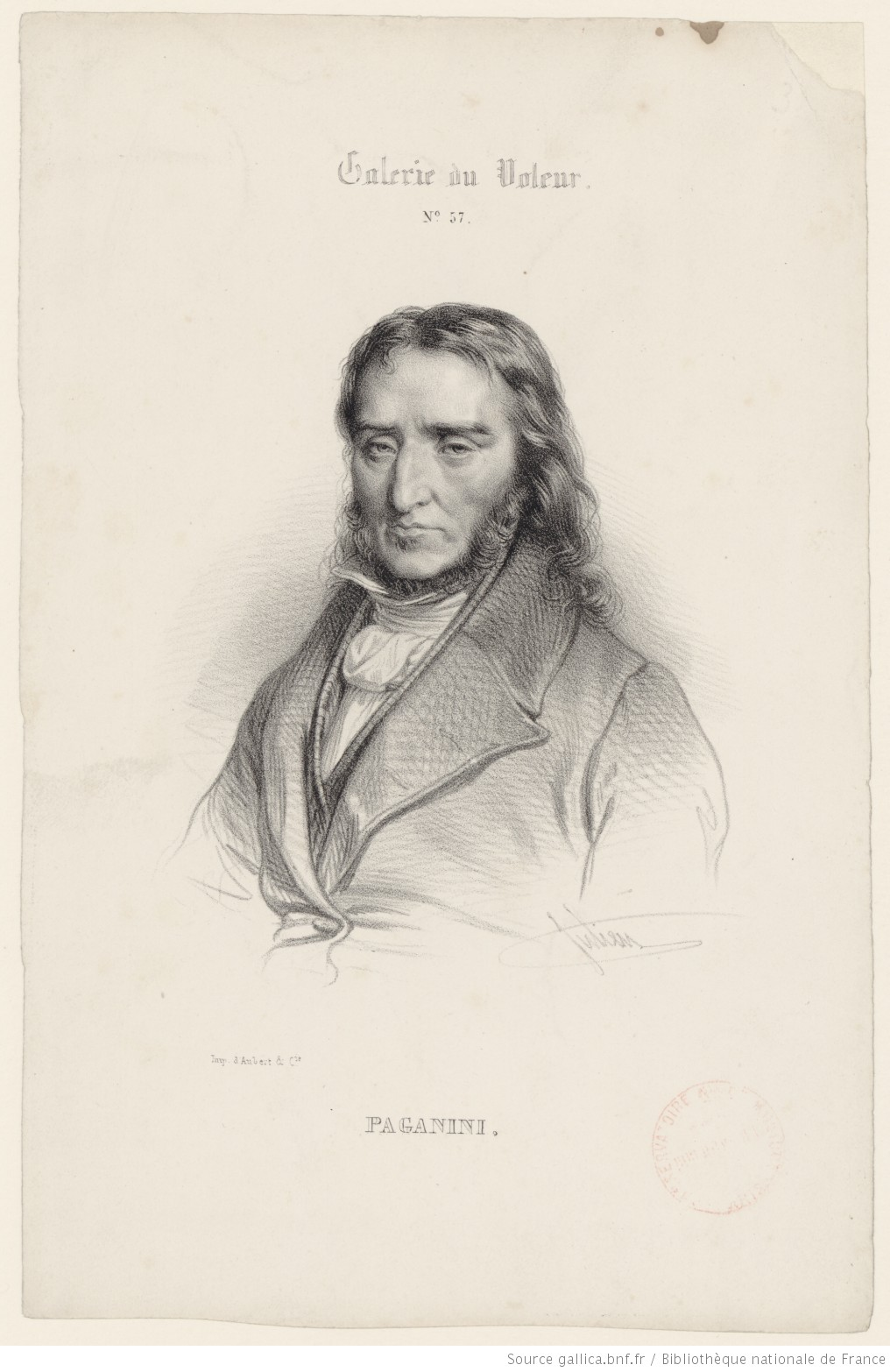
Портрет Никколо Паганини, 1845

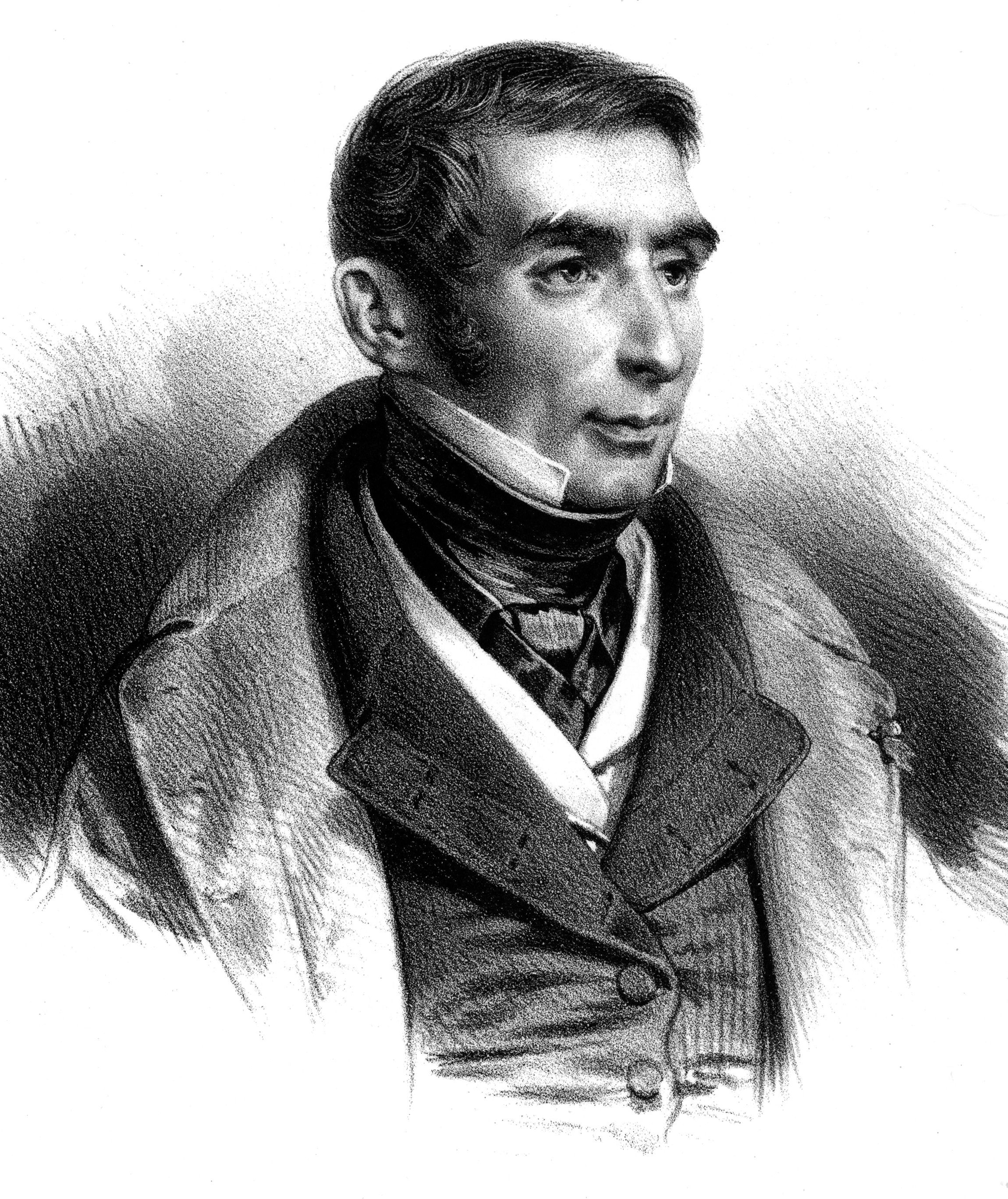
Портрет Эжена Скриба

Жюльен выставлял некоторые картины и рисунки в парижском Салоне между 1833 и 1850 годами, но в основном демонстрировал литографии, которыми и был известен. Он также создавал литографии работ других художников, таких как Cours de Dessin Джорджа Генри Холла. 
В «Домике Лэндора» Эдгар Аллан По следующим образом описывает литографии Жюльена: «Одна из них изображала сцену восточной роскоши или, скорее, сладострастия; другая — карнавальный эпизод, исполненный несравненного задора; третья — голову гречанки, и лицо, столь божественно прекрасное и в то же время со столь дразнящею неопределенностью выражения, никогда дотоле не привлекало моего внимания».
В 1854 году Жюльен создал портрет Джорджа Вашингтона по картине Гилберта Стюарта, и эта литография находится в художественной коллекции Маунт-Вернон. Он вернулся в свой родной город в 1866 году и преподавал там рисование до своей смерти 3 декабря 1871 года.